# Mareguddi, Jamkhandi
Mareguddi là một làng thuộc tehsil Jamkhandi, huyện Bagalkot, bang Karnataka, Ấn Độ.